# Gran visir dell'Impero ottomano
Questa è la lista dei gran visir dell'Impero ottomano dal XIV secolo fino alla dissoluzione dello stato.

## Elenco
| Gran visir                                                                       | Inizio carica     | Fine carica       | Origine |
| -------------------------------------------------------------------------------- | ----------------- | ----------------- | --- |
| Alaeddin Pascià                                                                  | 1320              | 1331              | Turco-ottomano |
| Nizamüddin Ahmed Pascià                                                          | 1331              | 1348              | Turco-ottomano |
| Hacı Pascià                                                                      | 1348              | 1349              | Turco-ottomano, (Hacı = colui che ha completato il pellegrinaggio a La Mecca) |
| Sinanüddin Fakih Yusuf Pascià                                                    | 1349              | settembre 1364    | Turco-ottomano |
| Çandarlı Kara Halil Hayreddin Pascià                                             | settembre 1364    | 22 gennaio 1387   | Turco-ottomano, originario di Cendere (o Çandar), villaggio presso Ankara, si veda Çandarlı. Il primo visir ad assumere il titolo di "Gran visir" e parimenti il primo ad avere una preparazione militare. |
| Çandarlı Ali Pascià (Çandarlı Ali Pascià)                                        | 22 gennaio 1387   | 18 dicembre 1406  | Turco-ottomano (Çandarlı) |
| İmamzade Halil Pascià                                                            | 18 dicembre 1406  | 1413              | Turco-ottomano, di Osmancık |
| Beyazıd Pascià                                                                   | 1413              | 1421              | Turco-ottomano, di Amasya |
| Çandarlı (1°) İbrahim Pascià                                                     | 1421              | 1429              | Turco-ottomano (Çandarlı) |
| Koca Mehmed Nizamüddin Pascià                                                    | 28 agosto 1429    | 1439              | Turco-ottomano, di Osmancık o Amasya (Koca = il Grande) |
| Çandarlı (2°) Halil Pascià                                                       | 1439              | 1º giugno 1453    | Turco-ottomano (Çandarlı). Primo Gran Visir a essere giustiziato. |
| Zaganos Mehmed Pascià                                                            | 1453              | 1456              | Greco. Cristiano convertito, la cui figlia andò sposa a Mehmed II |
| Mahmud Pascià Angelović (Prima volta)                                            | 1456              | 1468              | Serbo. Ex prigioniero di guerra che sposò una delle figlie di Mehmed II. |
| Rum Mehmed Pascià                                                                | 1468              | 1469              | Greco. "forse catturato al momento della conquista di Costantinopoli. |
| İshak Pascià (Prima volta)                                                       | 1469              | 1472              | di origine sconosciuta, probabilmente slavo |
| Mahmud Pascià Angelović (Seconda volta)                                          | 1472              | 1474              | Serbo. Ex prigioniero di guerra che sposò una delle figlie di Mehmed II. |
| Gedik Ahmet Pascià                                                               | 1474              | 1477              | di origine nobile bizantina o serbo-bizantina |
| Karamanlı Mehmed Pascià                                                          | 1477              | 1481              | Turco-ottomano, di Karaman |
| İshak Pascià (Seconda volta)                                                     | 1481              | 1482              | di origine sconosciuta, forse serbo o bosniaco |
| Davud Pascià                                                                     | 1482              | 1497              | Albanese-ottomano |
| Hersekli Ahmed Pascià (Prima volta)                                              | 1497              | 1498              | Bosniaco-ottomano, dell'Erzegovina |
| Çandarlı İbrahim Pascià II                                                       | 1498              | 1499              | Turco-ottomano (Çandarlı) |
| Mesih Pascià                                                                     | 1499              | 1501              | Greco-ottomano, secondo Joseph von Hammer |
| Hadim Ali Pascià (Prima volta)                                                   | 1501              | 1503              | Serbo-ottomano, della Bosnia (Hadim = Eunuco) |
| Hersekli Ahmed Pascià (Seconda volta)                                            | 1503              | 1506              | Bosniaco-ottomano, dell'Erzegovina |
| Hadim Ali Pascià (Seconda volta)                                                 | 1506              | 1511              | Serbo-ottomano, della Bosnia |
| Hersekli Ahmed Pascià (Terza volta)                                              | 1511              | 1511              | Bosniaco-ottomano, dell'Erzegovina |
| Koca Mustafa Pascià                                                              | 1511              | 1512              | Greco-ottomano (Koca = il Grande) |
| Hersekli Ahmed Pascià (Quarta volta)                                             | 1512              | 28 novembre 1514  | Bosniaco-ottomano, dell'Erzegovina |
| Dukakinoğlu Ahmed Pascià                                                         | 18 dicembre 1514  | 8 settembre 1515  | Albanese-ottomano |
| Hersekli Ahmed Pascià (Quinta volta)                                             | 8 settembre 1515  | 26 aprile 1516    | Bosniaco-ottomano, dell'Erzegovina |
| Hadim Sinan Pascià                                                               | 26 aprile 1516    | 22 gennaio 1517   | Bosniaco-ottomano, della nobile famiglia dei Boronivic (Hadim = Eunuco) |
| Yunus Pascià                                                                     | 22 gennaio 1517   | 13 settembre 1517 | di origine sconosciuta, certo non turca, proveniente dal Devshirme. |
| Piri Mehmed Pascià                                                               | 25 gennaio 1518   | 27 giugno 1523    | Turco-ottomano, di Aksaray |
| Pargali İbrahim Pascià, chiamato anche Frenk Ibrahim Pascià                      | 27 giugno 1523    | 14 marzo 1536     | Greco-ottomano, di Parga (il soprannome Frenk si riferisce alle sue maniere e ai suoi gusti europei, cioè "da Firanj") |
| Ayas Mehmed Pascià                                                               | 14 marzo 1536     | 13 luglio 1539    | Albanese-ottomano |
| Çelebi Lütfi Pascià                                                              | 13 luglio 1539    | Aprile 1541       | Molto probabilmente Albanese-ottomano, di Avlonya (Valona) (Çelebi = gentiluomo, di modi raffinati) |
| Hadim Süleyman Pascià                                                            | Aprile 1541       | 28 novembre 1544  | Di origine ungherese (Hadim = Eunuco) |
| Rustem Pascià Opuković (Damat Rüstem Pascià) (Prima volta)                       | 28 novembre 1544  | 6 ottobre 1553    | Bosniaco-ottomano (Damat = Genero della Dinastia ottomana) |
| Kara Ahmed Pascià                                                                | 6 ottobre 1553    | 29 settembre 1555 | Albanese-ottomano |
| Rustem Pascià Opuković (Damat Rüstem Pascià) (Seconda volta)                     | 29 settembre 1555 | 10 luglio 1561    | Bosniaco-ottomano |
| Semiz Ali Pascià                                                                 | 10 luglio 1561    | 28 giugno 1565    | Serbo-ottomano (Semiz = persona grassa) |
| Sokollu Mehmed Pascià (Mehmed Pascià Sokolović)                                  | 28 giugno 1565    | 12 ottobre 1579   | Serbo-ottomano, della Bosnia |
| Semiz Ahmed Pascià                                                               | 12 ottobre 1579   | 28 aprile 1580    | Albanese-ottomano |
| Lala Kara Mustafa Pascià                                                         | 28 aprile 1580    | 7 agosto 1580     | Bosniaco-ottomano (Lala = tutore di un Sultano) |
| Koca Sinan Pascià (Prima volta)                                                  | 7 agosto 1580     | 6 dicembre 1582   | Albanese-ottomano (Koca = il Grande) |
| Kanijeli Siyavuş Pascià (Prima volta)                                            | 24 dicembre 1582  | 25 luglio 1584    | Croato o Ungherese-ottomano, di Kanije |
| Özdemiroğlu Osman Pascià                                                         | 28 luglio 1584    | 29 ottobre 1585   | di famiglia circassa mamelucca |
| Hadim Mesih Pascià                                                               | 1º novembre 1585  | 14 aprile 1586    | Cristiano convertito, proveniente dalla Bosnia (Hadim = Eunuco) |
| Kanijeli Siyavuş Pascià (Seconda volta)                                          | 14 aprile 1586    | 2 aprile 1589     | Croato o Ungherese-ottomano, di Kanije |
| Koca Sinan Pascià (Seconda volta)                                                | 14 aprile 1589    | 1º agosto 1591    | Albanese-ottomano (Koca = il Grande) |
| Serdar Ferhad Pascià (Prima volta)                                               | 1º agosto 1591    | 4 aprile 1592     | Albanese-ottomano (Serdar = comandante) |
| Kanijeli Siyavuş Pascià (Terza volta)                                            | 4 aprile 1592     | 28 gennaio 1593   | Croato o Ungherese-ottomano, di Kanije |
| Koca Sinan Pascià (Terza volta)                                                  | 28 gennaio 1593   | 16 febbraio 1595  | Albanese-ottomano (Koca = il Grande) |
| Serdar Ferhad Pascià (Seconda volta)                                             | 16 febbraio 1595  | 7 luglio 1595     | Albanese-ottomano (Serdar = comandante) |
| Koca Sinan Pascià (Quarta volta)                                                 | 7 luglio 1595     | 19 novembre 1595  | Albanese-ottomano (Koca = il Grande) |
| Lala Mehmed Pascià                                                               | 19 novembre 1595  | 28 novembre 1595  | Turco-ottomano, di Manisa (Lala = Tutore di un Sultano) |
| Koca Sinan Pascià (Quinta volta)                                                 | 1º dicembre 1595  | 3 aprile 1596     | Albanese-ottomano (Koca = il Grande) |
| Damat İbrahim Pascià (Prima volta)                                               | 4 aprile 1596     | 27 ottobre 1596   | Serbo-ottomano (Damat = Genero della Dinastia ottomana) |
| Cigalazade Yusuf Sinan Pascià                                                    | 27 ottobre 1596   | 5 dicembre 1596   | Italiano-ottomano. Della nobile famiglia genovese dei Cicala. |
| Damat İbrahim Pascià (Seconda volta)                                             | 5 dicembre 1596   | 3 novembre 1597   | Serbo-ottomano (Damat = Genero della Dinastia ottomana) |
| Hadim Hasan Pascià                                                               | 3 novembre 1597   | 9 aprile 1598     | d'origine sconosciuta |
| Cerrah Mehmed Pascià                                                             | 9 aprile 1598     | 6 gennaio 1599    | Turco-ottomano (Cerrah = Chirurgo) |
| Damat İbrahim Pascià (Terza volta)                                               | 6 gennaio 1599    | 10 luglio 1601    | Serbo-ottomano (Damat = Genero della Dinastia ottomana) |
| Yemişçi Hasan Pascià                                                             | 22 luglio 1601    | 4 ottobre 1603    | Albanese-ottomano (Yemişçi = Venditore di frutta; in riferimento al suo ambiente lavorativo di provenienza) |
| Malkoç Yavuz Ali Pascià                                                          | 16 ottobre 1603   | 26 luglio 1604    | Serbo. "La Dinastia Malkoç, più propriamente nota come Malković, era cristiana, di origini serbe". |
| Sokolluzade Lala Mehmed Pascià                                                   | 5 agosto 1604     | 21 giugno 1606    | Bosniaco-ottomano (Lala = Tutore di un Sultano). Nipote di Sokollu Mehmed Pascià |
| Dervish Mehmed Pascià                                                            | 21 giugno 1606    | 9 dicembre 1606   | Bosniaco-ottomano |
| Kuyucu Murad Pascià                                                              | 11 dicembre 1606  | 5 agosto 1611     | Croato-ottomano (Kuyucu = Lo scavatore di pozzi; nome dato a chi aveva l'abitudine di seppellire i suoi nemici all'interno di pozzi) |
| Gümülcineli Damat Nasuh Pascià                                                   | 5 agosto 1611     | 17 ottobre 1614   | probabilmente Albanese-ottomano, di Gümülcine. (Damat = Genero della Dinastia ottomana). Fu uno dei sette mariti della figlia di Ahmed I, Ayşe Sultan. |
| Öküz Kara Mehmed Pascià (Prima volta)                                            | 17 ottobre 1614   | 17 novembre 1616  | Turco-ottomano, di Costantinopoli (Öküz = Bue; letteralmente Mehmed Pascià il Bue; nome datogli perché era di corporatura massiccia) |
| Damat Halil Pascià (Prima volta)                                                 | 17 novembre 1616  | 18 gennaio 1619   | Armeno-ottomano, di Zeytun (Damat = Genero della Dinastia ottomana) |
| Öküz Kara Mehmed Pascià (Seconda volta)                                          | 18 gennaio 1619   | 23 dicembre 1619  | Turco-ottomano, di Costantinopoli |
| Güzelce Ali Pascià                                                               | 23 dicembre 1619  | 9 marzo 1621      | Turco-ottomano (Güzelce = Di bell'aspetto) |
| Ohrili Hüseyin Pascià                                                            | 9 marzo 1621      | 17 settembre 1621 | Albanese-ottomano, di Ohri |
| Dilaver Pascià                                                                   | 17 settembre 1621 | 20 maggio 1622    | Croato |
| Kara Davud Pascià                                                                | 20 maggio 1622    | 13 giugno 1622    | Bosniaco-ottomano |
| Mere Hüseyin Pascià (Prima volta)                                                | 13 giugno 1622    | 8 agosto 1622     | Albanese-ottomano ("Mere!" = "Prendilo!" in albanese; a quanto si dice il solo Gran visir che non sapesse parlare il turco-ottomano, così chiamato per il suo ordine, spesso ripetuto, dato a proposito delle teste dei suoi nemici) |
| Lefkeli Mustafa Pascià                                                           | 8 agosto 1622     | 21 settembre 1622 | Turco-ottomano, dell'antica Lefke, oggi Orhaneli |
| Gürcü Mehmed Pascià I                                                            | 21 settembre 1622 | 5 febbraio 1623   | Georgiano-ottomano (Hadım =Eunuco; Gürcü = Georgiano) |
| Mere Hüseyin Pascià (Seconda volta)                                              | 5 febbraio 1623   | 30 agosto 1623    | Albanese-ottomano |
| Kemankeş Kara Ali Pascià                                                         | 30 agosto 1623    | 3 aprile 1624     | Turco-ottomano (Kemankeş = Arciere) |
| Çerkes Mehmed Ali Pascià                                                         | 3 aprile 1624     | 28 gennaio 1625   | Circasso-ottomano (Çerkes = Circasso) |
| Filibeli Hafız Ahmed Pascià (Prima volta)                                        | 8 febbraio 1625   | 1º dicembre 1626  | Turco o Pomacco-ottomano (secondo Kemal Gözler Archiviato il 22 settembre 2010 in Internet Archive., sebbene il termine "Pomak" probabilmente non fosse più in uso all'epoca. Di Filibe (Filippopoli). Fu uno dei sette mariti della figlia di Ahmed I, Ayşe Sultan. |
| Damat Halil Pascià (Seconda volta)                                               | 1º dicembre 1626  | 6 aprile 1628     | Armeno-ottomano, di Zeytun (Damat = Genero della Dinastia ottomana) |
| Gazi Ekrem Hüsrev Pascià                                                         | 6 aprile 1628     | 25 ottobre 1631   | Bosniaco-ottomano (Gazi = "combattente del Jihād") |
| Filibeli Hafız Ahmed Pascià (Seconda volta)                                      | 25 ottobre 1631   | 10 febbraio 1632  | Turco o Pomacco, di Filibe (Filippopoli). |
| Topal Recep Pascià                                                               | 10 febbraio 1632  | 18 maggio 1632    | Bosniaco-ottomano (Topal = Zoppo) |
| Tabanıyassi Mehmed Pascià                                                        | 18 maggio 1632    | 2 febbraio 1637   | probabilmente Albanese-ottomano, di Drama) (Tabanıyassı = Piedi piatti) |
| Bayram Pascià                                                                    | 2 febbraio 1637   | 26 agosto 1638    | Turco-ottomano, di Costantinopoli |
| Tayyar Mehmed Pascià                                                             | 27 agosto 1638    | 23 dicembre 1638  | Turco-ottomano |
| Kemankeş Kara Mustafa Pascià                                                     | 23 dicembre 1638  | 31 gennaio 1644   | Albanese-ottomano (Kemankeş = Arciere) |
| Sultanzade Semiz Mehmed Pascià o anche Civan Kapucubaşı Sultanzade Mehmed Pascià | 31 gennaio 1644   | 17 dicembre 1645  | Turco-ottomano (Sultanzade = Figlio d'una donna componente della Dinastia Ottomana) |
| Nevesinli Salih Pascià                                                           | 17 dicembre 1645  | 16 settembre 1647 | Bosniaco-ottomano, di Nevesinje. |
| Kara Musa Pascià                                                                 | 16 settembre 1647 | 21 settembre 1647 | Turco-ottomano. Non incluso in alcune liste. Gli fu spedito il sigillo imperiale per via marittima a Creta, dove egli si trovava in campagna militare, ma morì di fronte al castello di Candia (Candia) cinque giorni dopo essere stato nominato ma prima di aver ricevuto il sigillo. |
| Hezarpare Ahmed Pascià                                                           | 21 settembre 1647 | 7 agosto 1648     | Greco-ottomano, di Costantinopoli. Promosso dalla sua carica di magistrato al rango di Gran visir dopo la morte di Kara Musa Pascià. (Hezarpare = Mille pezzi; letteralmente Ahmed Pascià il Mille Pezzi; nome datogli dai cronisti perché fu linciato dalla folla inferocita) |
| Sofu Mehmed Pascià, chiamato anche Mevlevi Mehmed Pascià                         | 7 agosto 1648     | 21 maggio 1649    | Turco-ottomano (Sofu = Devoto (Si veda Mevlevi) |
| Kara Dev Murad Pascià (Prima volta)                                              | 21 maggio 1649    | 5 agosto 1651     | Albanese-ottomano (Dev = Gigante) |
| Melek Ahmed Pascià                                                               | 5 agosto 1651     | 21 agosto 1651    | Abaza-ottomano (Melek = Angelo) |
| Abaza Siyavush Pascià I (Prima volta)                                            | 21 agosto 1651    | 27 settembre 1651 | Abcaso |
| Gürcü Mehmed Pascià II                                                           | 27 settembre 1651 | 20 giugno 1652    | Georgiano-ottomano (Gürcü - Georgiano) |
| Tarhuncu Ahmed Pascià                                                            | 20 giugno 1652    | 21 marzo 1653     | Albanese-ottomano (Tarhuncu = Venditore di estragone in riferimento alla sua estrazione) |
| Koca Dervish Mehmed Pascià                                                       | 21 marzo 1653     | 28 ottobre 1654   | Circasso-ottomano (Koca = il Grande) |
| İpşiri Mustafa Pascià                                                            | 28 ottobre 1654   | 11 maggio 1655    | Abaza-ottomano (İpşiri = Latore di buone notizie) Fu uno dei sette mariti della figlia di Ahmed I, Ayşe Sultan. |
| Kara Dev Murad Pascià (Seconda volta)                                            | 11 maggio 1655    | 19 agosto 1655    | Albanese-ottomano |
| Ermeni Suleyman Pascià                                                           | 19 agosto 1655    | 28 febbraio 1656  | Armeno. Turco-ottomano, malgrado il suo soprannome Ermeni, che significa "Armeno", di Malatya. |
| Gazi Hüseyin Pascià, detto anche Deli Hüseyin Pascià                             | 28 febbraio 1656  | 5 marzo 1656      | Turco-ottomano, di Yenişehir. Non incluso in alcune liste. Il sigillo imperiale gli fu inviato per mare a Creta, dove egli si trovava in campagna militare, ma le navi furono richiamate indietro a causa dell'azione del gruppo di persone che appoggiava Zurnazen Mustafa Pascià, che era stato nominato nel frattempo Procuratore e che brigava per avere il titolo di Gran visir per sé. (Deli = Matto; a causa della sua audacia e del suo coraggio sul campo di battaglia; Gazi = "combattente del Jihād") |
| Zurnazen Mustafa Pascià (tenne l'incarico per 4 ore)                             | 5 marzo 1656      | 5 marzo 1656      | Albanese-ottomano (Zurnazen = pifferaio). Non incluso in alcune liste. Promosso dal rango di Procuratore a quello di Gran visir come conseguenza dell'influenza che egli esercitò sul Sultano perché rimuovesse Gazi Hüseyin Pascià dal suo ufficio. La sua nomina provocò una rivolta a Costantinopoli ed egli fu allora esiliato dopo aver avuto il sigillo imperiale per appena quattro ore. |
| Abaza Siyavush Pascià I (Seconda volta)                                          | 5 marzo 1656      | 25 aprile 1656    | Abaza-ottomano |
| Boynuyaralı Mehmed Pascià                                                        | 26 aprile 1656    | 15 settembre 1656 | Turco-ottomano, di Samsun (Boynu yaralı = Collo ferito) |
| Köprülü Mehmed Pascià                                                            | 15 settembre 1656 | 31 ottobre 1661   | Albanese-ottomano, della regione di Rudnik, associato con la città natale di sua moglie di Köprü, nell'area centro-settentrionale dell'Anatolia, chiamata oggi Vezirköprü in onore della famiglia. (Si veda; Famiglia Köprülü) |
| Köprülü Fazıl Ahmed Pascià                                                       | 31 ottobre 1661   | 19 ottobre 1676   | Ottomano (di padre albanese e di madre turca; si veda Famiglia Köprülü) |
| Merzifonlu Kara Mustafa Pascià                                                   | 19 ottobre 1676   | 25 dicembre 1683  | Turco-ottomano, di Merzifon (figlio adottivo nella Famiglia Köprülü) |
| Kara İbrahim Pascià                                                              | 15 dicembre 1683  | 18 novembre 1685  | Bosniaco-ottomano |
| Sarı Süleyman Pascià                                                             | 18 novembre 1685  | 18 settembre 1687 | Bosniaco-ottomano (Sarı = Biondo) |
| Abaza Siyavush Pascià II                                                         | 18 settembre 1687 | 23 febbraio 1688  | Abcaso |
| Ayaşlı İsmail Pascià                                                             | 23 febbraio 1688  | 2 maggio 1688     | Turco-ottomano, di Ayaş) |
| Bekri Mustafa Pascià                                                             | 30 maggio 1688    | 7 novembre 1689   | Turco-ottomano, di Tekirdağ. |
| Köprülü Fazıl Mustafa Pascià                                                     | 10 novembre 1689  | 19 agosto 1691    | Turco-ottomano (Famiglia Köprülü) |
| Arabacı Ali Pascià                                                               | 24 agosto 1691    | 21 marzo 1692     | Albanese-ottomano (Arabacı = Cocchiere; in riferimento alla sua origine) |
| Merfizonlu Hacı Ali Pascià                                                       | 23 marzo 1692     | 17 marzo 1693     | Turco-ottomano, di Merzifon (Hacı = colui che ha completato il pellegrinaggio a La Mecca). |
| Bozoklu Mustafa Pascià                                                           | 17 marzo 1693     | Marzo 1694        | Turco-ottomano, di Bozok (oggi Yozgat). |
| Sürmeli Ali Pascià                                                               | 13 marzo 1694     | 22 aprile 1695    | Greco-ottomano, di Dimetoka (Sürmeli = Uno che ha gli occhi tinti con il kohl) |
| Elmas Mehmed Pascià                                                              | 3 maggio 1695     | 11 settembre 1697 | Turco-ottomano, (Elmas = Diamante) |
| Amcazade Köprülü Hüseyin Pascià                                                  | 17 settembre 1697 | 4 settembre 1702  | Turco-ottomano (Famiglia Köprülü). |
| Daltaban Mustafa Pascià                                                          | 4 settembre 1702  | 24 gennaio 1703   | Serbo-ottomano, secondo Joseph von Hammer, di Manastır (Daltaban = Scalzo) |
| Rami Mehmed Pascià                                                               | 25 gennaio 1703   | 22 agosto 1703    | Turco-ottomano, di Costantinopoli |
| Kavanoz Ahmed Pascià                                                             | 22 agosto 1703    | 16 novembre 1703  | Russo-ottomano (Kavanoz = Giara; così soprannominato perché, a quanto si dice, era basso e grasso) |
| Damat Hasan Pascià                                                               | 18 novembre 1703  | 28 settembre 1704 | Turco-ottomano, della Morea (Damat = Genero della Dinastia ottomana) |
| Kalaylıkoz Hacı Ahmed Pascià                                                     | 17 novembre 1704  | 28 settembre 1704 | ? Ottomano (Kalaylıkoz = Verniciato; in riferimento alla sua passione per il trucco, gli ornamenti e il vestiario; Hacı = colui che ha completato il pellegrinaggio a La Mecca) |
| Baltacı Mehmed Pascià (Prima volta)                                              | 25 dicembre 1704  | 3 maggio 1706     | Turco-ottomano, di Osmancık. (Baltacı = alabardiere) |
| Çorlulu Damat Ali Pascià                                                         | 3 maggio 1706     | 15 giugno 1710    | Turco-ottomano, di Çorlu (Damat = Genero della Dinastia ottomana) |
| Köprülü Numan Pascià                                                             | 16 giugno 1710    | 17 agosto 1710    | Turco-ottomano (Famiglia Köprülü). |
| Baltacı Mehmed Pascià (Seconda volta)                                            | 18 agosto 1710    | 20 novembre 1711  | Turco-ottomano, di Osmancık. (Baltacı = alabardiere) |
| Ağa Yusuf Pascià                                                                 | 20 novembre 1711  | 11 novembre 1712  | Georgiano-ottomano (Ağa = comandante dei Giannizzeri) |
| Silahdar Süleyman Pascià                                                         | 12 novembre 1712  | 6 aprile 1713     | Abaza-ottomano |
| Hoca İbrahim Pascià                                                              | 6 aprile 1713     | 7 aprile 1713     | Turco-ottomano, di Serez (Serres) |
| Silahdar Damat Ali Pascià                                                        | 27 aprile 1713    | 5 agosto 1716     | Turco-ottomano, di İznik (Damat = Genero della Dinastia ottomana) |
| Hacı Halil Pascià                                                                | 21 agosto 1716    | 26 agosto 1717    | Albanese-ottomano (Hacı = colui che ha completato il pellegrinaggio a La Mecca) |
| Nişancı Mehmed Pascià                                                            | Ottobre 1717      | 9 maggio 1718     | Turco-ottomano, di Kayseri (Nişancı = calligrafo di corte) |
| Nevşehirli Damat İbrahim Pascià                                                  | 9 maggio 1718     | 16 ottobre 1730   | Turco-ottomano, di Nevşehir (Damat = Genero della Dinastia ottomana) |
| Silahdar Damat Mehmed Pascià                                                     | 16 ottobre 1730   | 23 gennaio 1731   | Turco-ottomano, di Costantinopoli (Damat = Genero della Dinastia ottomana) |
| Kabakulak İbrahim Pascià                                                         | 23 gennaio 1731   | 11 settembre 1731 | Turco-ottomano, di Şebinkarahisar (Kabakulak = Qualcuno con gli orecchioni) |
| Topal Osman Pascià                                                               | 21 settembre 1731 | 12 marzo 1732     | Turco-ottomano (Topal = Zoppo) |
| Hekimoğlu Ali Pascià (Prima volta)                                               | 12 marzo 1732     | 14 luglio 1735    | Ottomano (di padre veneziano, di madre turca) |
| Gürcü İsmail Pascià                                                              | 14 luglio 1735    | 25 dicembre 1735  | Georgiano-ottomano (Gürcü = Georgiano) |
| Silahdar Seyyid Mehmed Pascià                                                    | 10 gennaio 1736   | 5 agosto 1737     | Turco-ottomano, di Dimetoka |
| Muhsinzade Abdullah Pascià                                                       | 22 agosto 1737    | 19 dicembre 1737  | Turco-ottomano, di Aleppo |
| Yeğen Mehmed Pascià                                                              | 3 dicembre 1737   | 23 marzo 1739     | Turco-ottomano (Yeğen = Nipote, in questo caso del Sultano) |
| Hacı İvaz Mehmed Pascià                                                          | 17 marzo 1739     | 23 giugno 1740    | Albanese-ottomano (Hacı = colui che ha completato il pellegrinaggio a La Mecca) |
| Nişancı Hacı Ahmed Pascià                                                        | 22 luglio 1740    | 7 aprile 1742     | Turco-ottomano, di Alanya (Nişancı = calligrafo di corte; Hacı = colui che ha completato il pellegrinaggio a La Mecca) |
| Hekimoğlu Ali Pascià (Seconda volta)                                             | 21 aprile 1742    | 4 ottobre 1742    | Ottomano (di padre veneziano, di madre turca) |
| Seyyid Hasan Pascià                                                              | 4 ottobre 1742    | 10 agosto 1746    | Turco-ottomano, di Karahisar (oggi Şebinkarahisar) |
| Tiryaki Hacı Mehmed Pascià                                                       | 11 agosto 1746    | 24 agosto 1747    | Turco-ottomano (Tiryaki= Qualcuno che ha una dipendenza, di tabacco, oppio, alcol, o altro ancora; (Hacı = colui che ha completato il pellegrinaggio a La Mecca)). Ritenuto d'aver preso provvedimenti che avevano reso i prezzi di queste sostanze gravosi durante il suo governo. |
| Seyyid Abdullah Pascià                                                           | 24 agosto 1747    | 2 gennaio 1750    | Turco-ottomano, di Kirkuk |
| Divitdar Mehmed Pascià                                                           | 9 gennaio 1750    | 1º luglio 1752    | Turco-ottomano, di Costantinopoli |
| Köse Bahir Mustafa Pascià (Prima volta)                                          | 1º luglio 1752    | 16 febbraio 1755  | Turco-ottomano, di Çorlu (Köse = Boccia, qualcuno senza barba) |
| Hekimoğlu Ali Pascià (Terza volta)                                               | 16 febbraio 1755  | 19 maggio 1755    | Ottomano (di padre veneziano, di madre turca) |
| Naili Abdullah Pascià                                                            | 19 maggio 1755    | 24 agosto 1755    | Turco-ottomano, di Costantinopoli |
| Nişancı Ali Pascià                                                               | 24 agosto 1755    | 23 ottobre 1755   | Albanese-ottomano (Nişancı = calligrafo di corte) |
| Yirmisekizzade Mehmed Said Pascià                                                | 25 ottobre 1755   | 1º aprile 1756    | Turco-ottomano, di Edirne (Yirmisekiz = Ventotto; chiamato così perché suo padre, Yirmisekiz Mehmed Çelebi, aveva servito nel 28º battaglione (orta) del corpo dei Giannizzeri) |
| Köse Bahir Mustafa Pascià (Seconda volta)                                        | 30 aprile 1756    | 3 dicembre 1756   | Turco-ottomano, di Çorlu (Köse = Boccia, qualcuno senza barba) |
| Koca Mehmed Ragıp Pascià                                                         | 12 gennaio 1757   | 8 aprile 1763     | Turco-ottomano, di Costantinopoli (Koca = il Grande) |
| Tevkii Hamza Hamid Pascià                                                        | 11 aprile 1763    | 29 settembre 1763 | Turco-ottomano, di Develi |
| Köse Bahir Mustafa Pascià (Terza volta)                                          | 29 settembre 1763 | 30 marzo 1765     | Turco-ottomano, di Çorlu |
| Muhsinzade Mehmed Pascià (Prima volta)                                           | 30 marzo 1765     | 7 agosto 1768     | Turco-ottomano, figlio di Muhsinzade Abdullah Pascià |
| Silahdar Hamza Mahir Pascià                                                      | 7 agosto 1768     | 20 ottobre 1768   | Turco-ottomano, di Develi |
| Yağlıkçızade Mehmed Emin Pascià                                                  | Ottobre 1768      | 12 agosto 1769    | Turco-ottomano, di Costantinopoli |
| Moldovancı Ali Pascià                                                            | 12 agosto 1769    | 12 dicembre 1769  | Turco-ottomano, di Daday |
| İvazzade Halil Pascià                                                            | 13 dicembre 1769  | 25 dicembre 1770  | Turco-ottomano (figlio di Hacı İvaz Mehmed Pascià) |
| Silahdar Mehmed Pascià                                                           | 25 dicembre 1770  | 11 dicembre 1771  | Turco-ottomano, di Costantinopoli |
| Muhsinzade Mehmed Pascià (Seconda volta)                                         | Dicembre 1771     | 6 agosto 1773     | Turco-ottomano |
| İzzet Mehmed Pascià (Prima volta)                                                | 11 agosto 1773    | 7 luglio 1775     | Turco-ottomano, di Safranbolu. |
| Yağlıkçızade Derviş Mehmed Pascià                                                | 7 luglio 1775     | 5 gennaio 1777    | Turco-ottomano |
| Darendeli Cebecizade Mehmed Pascià                                               | 5 gennaio 1777    | 1º settembre 1778 | Turco-ottomano, di Darende. |
| Kalafat Mehmed Pascià                                                            | 1º settembre 1778 | 22 agosto 1779    | Bulgaro-ottomano, di Sofia (Kalafat = Calafato). |
| Silahdar Seyyid Mehmed Pascià o Karavezir Seyyid Mehmed Pascià                   | Agosto 1779       | 20 febbraio 1781  | Turco-ottomano, di Arabsun, presso Kırşehir |
| İzzet Mehmed Pascià (Seconda volta)                                              | 20 febbraio 1781  | 25 agosto 1782    | Turco-ottomano, di Safranbolu. |
| Yeğen Hacı Mehmed Pascià                                                         | 25 agosto 1782    | 31 dicembre 1782  | Turco-ottomano (Yeğen = Nipote, del Sultano ottomano in questo caso; Hacı = colui che ha completato il pellegrinaggio a La Mecca). |
| Halil Hamid Pascià                                                               | 31 dicembre 1782  | 30 aprile 1785    | Turco-ottomano, di Isparta. Trisavolo di Kemal Derviş, attuale amministratore dell'UNDP. |
| Şahin Ali Pascià                                                                 | 30 aprile 1785    | 25 gennaio 1786   | molto probabilmente Georgiano-ottomano |
| Koca Yusuf Pascià (Prima volta)                                                  | 25 gennaio 1786   | 28 maggio 1789    | Georgiano-ottomano (Koca = il Grande) |
| Cenaze Hasan Pascià o Meyyit Hasan Pascià                                        | 28 maggio 1789    | 2 gennaio 1790    | Circasso-ottomano ("Cenaze" o "Meyyit" = Un funerale, una salma; letteralmente "Hasan Pascià il Funerale" o "Hasan Pascià la Salma"; chiamato così perché giacque nel suo letto di morte, seriamente malato, per tutto il periodo in cui ricoprì il suo ufficio) |
| Cezayirli Gazi Hasan Pascià                                                      | 2 gennaio 1790    | 30 marzo 1790     | Turco-ottomano, forse di origine collegata a una delle etnie delle regioni caucasico-iraniche, comprato come schiavo durante la sua infanzia nella Turchia orientale, allevato in una famiglia turca di Tekirdağ. Il suo nome Cezayirli significa di Algeri dal momento che colà era stato un corsaro. (Gazi = "combattente del Jihād") |
| Çelebizade Şerif Hasan Pascià                                                    | 16 aprile 1790    | 12 febbraio 1791  | Turco-ottomano, di Rusçuk. |
| Koca Yusuf Pascià (Seconda volta)                                                | 12 febbraio 1791  | 1792              | Georgiano-ottomano (Koca = il Grande) |
| Damat Melek Mehmed Pascià                                                        | 4 maggio 1792     | 21 ottobre 1794   | Bosniaco-ottomano (Damat = Genero della Dinastia ottomana) |
| Safranbolulu Izzet Mehmet Pascià                                                 | 21 ottobre 1794   | 23 ottobre 1798   | Di etnia turca-ottomana, di Safranbolu. |
| Kör Yusuf Ziyaüddin Pascià (Prima volta)                                         | 23 ottobre 1798   | 24 giugno 1805    | Turco-ottomano (Kör = Cieco) |
| Bostancıbaşı Hafız İsmail Pascià                                                 | 24 settembre 1805 | 13 ottobre 1806   | Turco-ottomano (Bostancıbaşı = giardiniere) |
| Keçiboynuzu İbrahim Hilmi Pascià                                                 | 13 ottobre 1806   | 3 giugno, 1807    | Turco-ottomano (Keçiboynuzu = Carrubba, chiamato così perché a quanto sembra era una persona estremamente gracile) |
| Çelebi Mustafa Pascià                                                            | 3 giugno 1807     | 29 luglio 1808    | Turco-ottomano (Çelebi = Una persona raffinata, un gentiluomo di buone maniere) |
| Alemdar Mustafa Pascià, chiamato anche (Bayrakdar Mustafa Pascià)                | 29 luglio 1808    | 15 novembre, 1808 | Turco-ottomano, di Rusçuk (Alemdar o Bayraktar = portatore di stendardo, medesimo rango tra i Giannizzeri espresso con due diversi nomi) |
| Çavuşbaşı Memiş Pascià                                                           | 16 novembre 1808  | Dicembre 1808     | Albanese-ottomano (Çavuşbaşı = Sergente maggiore) |
| Çarhacı Ali Pascià                                                               | Dicembre 1808     | Marzo 1809        | Turco-ottomano (Çarhacı = Schermagliatore) |
| Kör Yusuf Ziyaüddin Pascià (Seconda volta)                                       | Marzo 1809        | Febbraio 1811     | Turco-ottomano |
| Laz Ahmed Pascià                                                                 | Febbraio 1811     | Luglio 1812       | Laz-ottomano |
| Hurşid Ahmed Pascià                                                              | 5 Luglio 1812     | 30 marzo 1815     | Turco-ottomano, l'unico Gran visir che si suicidò nel corso del suo ufficio) |
| Mehmed Emin Rauf Pascià (Prima volta)                                            | 30 marzo 1815     | 6 gennaio 1818    | Turco-ottomano |
| Burdurlu Dervish Mehmed Pascià                                                   | 6 gennaio, 1818   | 5 gennaio, 1820   | Turco-ottomano, di Burdur |
| Seyyid Ali Pascià                                                                | 5 gennaio 1820    | 21 aprile 1821    | Turco-ottomano |
| Benderli Ali Pascià                                                              | 26 marzo 1821     | 30 aprile 1821    | Turco-ottomano, di Bender (oggi Moldavia). L'ultimo Gran visir giustiziato per ordine impartito direttamente dal Sultano (a causa della Guerra d'indipendenza greca). |
| Hacı Salih Pascià                                                                | 30 aprile 1821    | 11 novembre 1822  | Turco-ottomano (Hacı = colui che ha completato il pellegrinaggio a La Mecca) |
| Deli Abdullah Pascià                                                             | 11 novembre 1822  | 4 marzo 1823      | Turco-ottomano (Deli = Matto, letteralmente Abdullah Pascià il Matto) |
| Turnacızade Silahdar Ali Pascià                                                  | 4 marzo 1823      | Dicembre 1823     | Turco-ottomano |
| Mehmed Said Galip Pascià                                                         | Dicembre 1823     | 15 settembre 1824 | Turco-ottomano |
| Benderli Mehmed Selim Sırrı Pascià                                               | 15 settembre 1824 | 26 ottobre 1828   | Turco-ottomano, di Bender (oggi Moldavia) |
| Darendeli Topal İzzet Mehmed Pascià (Prima volta)                                | 26 ottobre 1828   | 28 Gennaio 1829   | Turco-ottomano, di Darende. (Topal = Zoppo) |
| Reşid Mehmed Pascià                                                              | 28 Gennaio 1829   | 18 febbraio 1833  | Georgiano-ottomano |
| Mehmed Emin Rauf Pascià (Seconda volta)                                          | 17 febbraio 1833  | 8 luglio 1839     | Turco-ottomano |
| Koca Mehmed Hüsrev Pascià                                                        | 8 luglio 1839     | 29 maggio 1841    | Turco-ottomano (Koca = il Grande) |
| Mehmed Emin Rauf Pascià (Terza volta)                                            | 29 maggio 1841    | 7 ottobre 1841    | Turco-ottomano |
| Darendeli Topal İzzet Mehmed Pascià (Seconda volta)                              | 7 ottobre 1841    | 3 settembre 1842  | Turco-ottomano, di Darende (Topal = Zoppo) |
| Mehmed Emin Rauf Pascià (Quarta volta)                                           | 3 settembre 1842  | 31 luglio 1846    | Turco-ottomano |
| Koca Mustafa Reşid Pascià (Prima volta)                                          | 31 luglio 1846    | 28 aprile 1848    | Turco-ottomano (Koca = il Grande) |
| İbrahim Sarim Pascià                                                             | 28 aprile 1848    | 13 agosto 1848    | Turco-ottomano |
| Koca Mustafa Reşid Pascià (Seconda volta)                                        | 13 agosto 1848    | 27 gennaio 1852   | Turco-ottomano (Koca = il Grande) |
| Mehmed Emin Rauf Pascià (Quinta volta)                                           | 27 gennaio 1852   | 7 marzo 1852      | Turco-ottomano |
| Koca Mustafa Reşid Pascià (Terza volta)                                          | 7 marzo 1852      | 7 agosto 1852     | Turco-ottomano (Koca = il Grande) |
| Mehmed Emin Aali Pascià (Prima volta)                                            | 7 agosto 1852     | 4 ottobre 1852    | Turco-ottomano |
| Damat Mehmed Ali Pascià                                                          | 4 ottobre, 1852   | 14 maggio 1853    | Hamsheni-ottomano (Damat = Genero della Dinastia ottomana). |
| Giritli Mustafa Naili Pascià (Prima volta)                                       | 14 maggio 1853    | 30 maggio 1854    | Albanese-ottomano, dell'Egitto, chiamato Giritli=Cretese perché aveva servito quale governatore in quell'isola per lungo tempo. |
| Kıbrıslı Mehmed Emin Pascià (Prima volta)                                        | 30 maggio 1854    | 24 novembre 1854  | Turco-ottomano, Kıbrıslı = di Cipro |
| Koca Mustafa Reşid Pascià (Quarta volta)                                         | 24 novembre 1854  | 4 maggio 1855     | Turco-ottomano (Koca = il Grande) |
| Mehmed Emin Aali Pascià (Seconda volta)                                          | 4 maggio 1855     | 1º dicembre 1856  | Turco-ottomano |
| Koca Mustafa Reşid Pascià (Quinta volta)                                         | 1º dicembre 1856  | 2 agosto 1857     | Turco-ottomano (Koca = il Grande) |
| Giritli Mustafa Naili Pascià (Seconda volta)                                     | 2 agosto 1857     | 23 ottobre 1857   | Albanese-ottomano |
| Koca Mustafa Reşid Pascià (Sesta volta)                                          | 23 ottobre 1857   | 7 gennaio 1858    | Turco-ottomano (Koca = il Grande) |
| Mehmed Emin Aali Pascià (Terza volta)                                            | 11 gennaio 1858   | 8 ottobre 1859    | Turco-ottomano |
| Kıbrıslı Mehmed Emin Pascià (Seconda volta)                                      | 8 ottobre 1859    | 24 dicembre 1859  | Turco-ottomano, di Cipro |
| Mütercim Mehmed Rüşdi Pascià (Prima volta)                                       | 24 dicembre 1859  | 27 maggio 1860    | Turco-ottomano (Mütercim = Traduttore, interprete) |
| Kıbrıslı Mehmed Emin Pascià (Terza volta)                                        | 27 maggio 1860    | 6 agosto 1861     | Turco-ottomano, di Cipro |
| Mehmed Emin Aali Pascià (Quarta volta)                                           | 6 agosto 1861     | 22 novembre 1861  | Turco-ottomano |
| Keçecizade Mehmed Fuad Pascià (Prima volta)                                      | 22 novembre 1861  | 6 gennaio 1863    | Turco-ottomano, di Konya (Famiglia Keçecizade). |
| Yusuf Kamil Pascià                                                               | 6 gennaio 1863    | 3 giugno 1863     | Turco-ottomano |
| Keçecizade Mehmed Fuad Pascià (Seconda volta)                                    | 3 giugno 1863     | 5 giugno 1866     | Turco-ottomano |
| Mütercim Mehmed Rüşdi Pascià (Seconda volta)                                     | 5 giugno 1866     | 11 febbraio 1867  | Turco-ottomano |
| Mehmed Emin Aali Pascià (Quinta volta)                                           | 11 febbraio 1867  | 7 settembre 1871  | Turco-ottomano |
| Mahmud Nedim Pascià (Prima volta)                                                | 7 Settembre 1871  | 31 luglio 1872    | Turco-ottomano, fu spesso chiamato Nedimoff a causa della sua politica russofila |
| Mithat Pascià (Prima volta)                                                      | 31 luglio 1872    | 19 ottobre 1872   | Turco-ottomano, famiglia di Rusçuk, nato a Costantinopoli. |
| Mütercim Mehmed Rüşdi Pascià (Terza volta)                                       | 19 Ottobre 1872   | 15 Marzo 1873     | Turco-ottomano |
| Sakızlı Ahmed Esat Pascià (Prima volta)                                          | 15 febbraio 1873  | Maggio 1873       | Turco-ottomano, di Sakız (Chios) |
| Şirvanlı Mehmed Rüşdi Pascià                                                     | Maggio 1873       | 14 febbraio 1874  | Turco o Curdo-ottomano, di Şirvan |
| Hüseyin Avni Pascià                                                              | 14 febbraio 1874  | 25 aprile 1875    | Turco-ottomano |
| Sakızlı Ahmed Esat Pascià (Seconda volta)                                        | Aprile 1875       | Agosto 1875       | Turco-ottomano, di Sakız (Chios) |
| Mahmud Nedim Pascià (Seconda volta)                                              | 21 agosto 1875    | 13 aprile 1876    | Turco-ottomano |
| Mütercim Mehmed Rüşdi Pascià (Quarta volta)                                      | 12 Maggio 1876    | 19 dicembre 1876  | Turco-ottomano |
| Mithat Pascià (Seconda volta)                                                    | 19 dicembre 1876  | 5 febbraio 1877   | Turco-ottomano. L'ultimo Gran visir giustiziato, mentre era in esilio a Ta'if. Se ciò avvenisse o meno su diretto ordine del Sultano Abdulhamid II rimane oggetto di discussione ancor oggi. |
| İbrahim Edhem Pascià                                                             | 5 febbraio 1877   | 11 gennaio 1878   | Greco turchizzato ottomano, di Chios/Sakız; acquistato come schiavo nell'infanzia dal futuro Gran visir Koca Mehmed Hüsrev Pascià durante gli avvenimenti del 1822 che si svolsero nell'isola. legati all'indipendenza greca) |
| Ahmed Hamdi Pascià                                                               | 11 gennaio 1878   | 4 febbraio 1878   | Turco-ottomano |
| Ahmed Vefik Pascià (Prima volta)                                                 | 4 febbraio 1878   | 18 aprile 1878    | Turco-ottomano, di Costantinopoli. |
| Mehmed Sadık Pascià                                                              | 18 aprile 1878    | Maggio 1878       | Turco-ottomano |
| Mütercim Mehmed Rüşdi Pascià (Quinta volta)                                      | 28 Maggio 1878    | 4 Giugno 1878     | Turco-ottomano |
| Mehmed Esad Saffet Pascià                                                        | 4 Maggio 1878     | 4 Dicembre 1878   | Turco-ottomano |
| Tunuslu Hayreddin Pascià                                                         | Ottobre 1878      | 28 luglio 1879    | Tunisino-ottomano |
| Ahmed Arifi Pascià                                                               | 28 luglio 1879    | Settembre 1879    | Turco-ottomano |
| Küçük Mehmed Said Pascià (Prima volta)                                           | 18 ottobre 1879   | 9 giugno 1880     | Turco-ottomano (Küçük = Piccolo; letteralmente Mehmed Pascià il Piccolo, in quanto alto appena 1,47 metri, il più basso Gran visir) |
| Cenani Mehmed Kadri Pascià                                                       | 9 giugno 1880     | 12 settembre 1880 | Turco-ottomano, di Antep |
| Küçük Mehmed Said Pascià (Seconda volta)                                         | 12 settembre 1880 | 2 maggio 1882     | Turco-ottomano |
| Abdurrahman Nureddin Pascià                                                      | 2 maggio 1882     | 12 luglio 1882    | Turco-ottomano, di Kütahya (Famiglia Germiyan) |
| Küçük Mehmed Said Pascià (Terza volta)                                           | 12 luglio 1882    | 30 novembre 1882  | Turco-ottomano |
| Ahmed Vefik Pascià (Seconda volta)                                               | 1 dicembre 1882   | 3 dicembre 1882   | Turco-ottomano |
| Küçük Mehmed Said Pascià (Quarta volta)                                          | 3 dicembre 1882   | 24 settembre 1885 | Turco-ottomano |
| Kıbrıslı Mehmed Kamil Pascià (Prima volta)                                       | 25 Settembre 1885 | 4 Settembre 1891  | Turco-ottomano, di Cipro. |
| Ahmed Cevat Şakir Pascià                                                         | Settembre 1891    | Giugno 1895       | Turco-ottomano, di Kabaağaç in Afyonkarahisar (Famiglia Şakirpaşazade) |
| Küçük Mehmed Said Pascià (Quinta volta)                                          | 9 giugno 1895     | 3 ottobre 1895    | Turco-ottomano |
| Kıbrıslı Mehmed Kamil Pascià (Seconda volta)                                     | 2 Ottobre 1895    | 7 Novembre 1895   | Turco-ottomano, di Cipro |
| Halil Rifat Pascià                                                               | 7 Novembre 1895   | 9 novembre 1901   | Turco-ottomano, di Serez |
| Küçük Mehmed Said Pascià (Sesta volta)                                           | 13 novembre 1901  | 15 gennaio 1903   | Turco-ottomano |
| Avlonyalı Mehmed Ferid Pascià                                                    | 15 gennaio 1903   | 22 Luglio 1908    | Albanese-ottomano, di Avlonya (Valona) |
| Küçük Mehmed Said Pascià (Settima volta)                                         | 22 luglio 1908    | 6 agosto 1908     | Turco-ottomano |
| Kıbrıslı Mehmed Kamil Pascià (Terza volta)                                       | 5 Agosto 1908     | 14 Febbraio 1909  | Turco-ottomano, di Cipro |
| Ahmed Tevfik Pascià (Prima volta)                                                | 31 marzo 1909     | Maggio 1909       | Turco-ottomano, il padre era un tartaro di Crimea |
| Hüseyin Hilmi Pascià                                                             | Maggio 1909       | Gennaio 1910      | Turco-ottomano, di Midilli |
| İbrahim Hakkı Pascià                                                             | 12 gennaio 1910   | 29 settembre 1911 | Turco-ottomano |
| Küçük Mehmed Said Pascià (Ottava volta)                                          | 4 ottobre 1911    | 17 luglio 1912    | Turco-ottomano |
| Ahmed Muhtar Pascià                                                              | 22 luglio 1912    | 29 ottobre 1912   | Turco-ottomano, di Bursa |
| Kıbrıslı Mehmed Kamil Pascià (Quarta volta)                                      | 29 Ottobre 1912   | 23 gennaio 1913   | Turco-ottomano, di Cipro |
| Mahmud Şevket Pascià                                                             | 23 gennaio 1913   | 11 giugno 1913    | Turco-ottomano, nato a Baghdad da una famiglia di origine cecena o circassa o georgiana |
| Said Halim Pascià                                                                | 12 giugno 1913    | 3 febbraio 1917   | Egiziano-ottomano di origini albanesi (della famiglia khediviale egiziana) |
| Mehmed Talat Pascià                                                              | 4 febbraio 1917   | 8 ottobre 1918    | Turco-ottomano, di Edirne |
| Ahmed İzzet Pascià                                                               | 14 ottobre 1918   | 8 novembre 1918   | Turco-ottomano, di Manastir (Bitola) di origine albanese |
| Ahmed Tevfik Pascià (Seconda volta)                                              | 11 novembre 1918  | 10 marzo 1919     | Turco-ottomano |
| Damat Ferid Pascià (Prima volta)                                                 | 10 marzo 1919     | 4 ottobre 1919    | Montenegrino/Serbo-ottomano, la cui famiglia era originaria del villaggio di Potoci, vicino Pljevlja (Damat = Genero della dinastia ottomana) |
| Ali Rıza Pascià                                                                  | 6 ottobre 1919    | 2 marzo 1920      | Turco-ottomano, di Costantinopoli |
| Hulusi Salih Pascià                                                              | 8 marzo 1920      | 2 aprile 1920     | Turco-ottomano, di Costantinopoli, il padre era di origine circassa |
| Damat Ferid Pascià (Seconda volta)                                               | 5 aprile 1920     | 18 ottobre 1920   | Montenegrino/Serbo-ottomano, la cui famiglia era originaria del villaggio di Potoci, vicino Pljevlja (Damat = Genero della dinastia ottomana) |
| Ahmed Tevfik Pascià (Terza volta)                                                | 21 ottobre 1920   | 17 novembre 1922  | Turco-ottomano, ultimo Gran visir |